# Comparative Southeast European Studies
Comparative Southeast European Studies ist eine Fachzeitschrift des Leibniz-Instituts für Ost- und Südosteuropaforschung in Regensburg. Als Vorgängerorgan erschien seit 1952 die Zeitschrift Wissenschaftlicher Dienst Südosteuropa, deren Jahrgangszählung übernommen wurde. Zwischen 1982 und 2020 trug die Zeitschrift den Namen Südosteuropa (gelegentlich in der Schreibweise Südost-Europa). Sie erscheint im  Verlag de Gruyter Oldenbourg.
Die Erscheinungsweise war ursprünglich zweimonatlich, dann bis zum Jahrgang 52(2003) monatlich. Ein Jahrgang 2004 ist nicht erschienen, seit dem Jahrgang 53(2005) erscheint sie vierteljährlich. Seit 2021 ist sie eine Open-Access-Zeitschrift.
Inhalt der Zeitschrift sind überwiegend Artikel über aktuelle politische und gesellschaftliche Entwicklungen in den Staaten Südosteuropas. Daneben gibt es einen Dokumentationsteil sowie Rezensionen thematisch einschlägiger Bücher. Seit 2014 erscheinen die Beiträge ausschließlich in englischer Sprache.